# Cartellodes magnipuncta
Cartellodes magnipuncta là một loài bướm đêm trong họ Geometridae.